# 1981-es fedett pályás atlétikai Európa-bajnokság
Az 1981-es fedett pályás atlétikai Európa-bajnokságot Grenoble-ban, Franciaországban rendezték február 21. és február 22. között. Ez volt a 12. fedett pályás Eb. A férfiaknál 12, a nőknél 8 versenyszám volt. Először rendeztek gyalogló számot, a férfi 5000 méteres gyaloglást. Mivel a pálya valamivel rövidebb volt a megszokottnál, több számban is rövidebb távon rendezték a versenyt (60 helyett 50 méteres sík- és gátfutás, 3000 helyett 2820 méteres futás).
Paróczai András 800 méteren nagy küzdelemben ezüstérmes lett.

## A magyar sportolók eredményei
Magyarország az Európa-bajnokságon 8 sportolóval képviseltette magát.
Érmesek
| Érem  | Versenyző       | Versenyszám | Dátum       |
| ----- | --------------- | ----------- | ----------- |
| Ezüst | Paróczai András | 800 m       | február 22. |

## Éremtáblázat
(A táblázatban Magyarország és a rendező nemzet eltérő háttérszínnel kiemelve.)
| Helyezés | Nemzet         | Arany | Ezüst | Bronz | Összesen |
| 1.       | NDK            | 4     | 1     | 2     | 7        |
| 2.       | NSZK           | 3     | 4     | 2     | 9        |
| 3.       | Franciaország  | 2     | 1     | 3     | 6        |
| 4.       | Lengyelország  | 2     | 1     | 2     | 5        |
| 5.       | Olaszország    | 2     | 1     | 1     | 4        |
| 6.       | Finnország     | 2     | 0     | 0     | 2        |
| 6.       | Svájc          | 2     | 0     | 0     | 2        |
| 8.       | Szovjetunió    | 1     | 5     | 5     | 11       |
| 9.       | Bulgária       | 1     | 2     | 1     | 4        |
| 10.      | Csehszlovákia  | 1     | 1     | 0     | 2        |
| 11.      | Spanyolország  | 0     | 2     | 1     | 3        |
| 12.      | Magyarország   | 0     | 1     | 0     | 1        |
| 12.      | Svédország     | 0     | 1     | 0     | 1        |
| 14.      | Nagy-Britannia | 0     | 0     | 2     | 2        |
| 15.      | Jugoszlávia    | 0     | 0     | 1     | 1        |

## Érmesek
- WR – világrekord
- CR – Európa-bajnoki rekord
- AR – kontinens rekord
- NR – országos rekord
- PB – egyéni rekord
- WL – az adott évben aktuálisan a világ legjobb eredménye
- SB – az adott évben aktuálisan az egyéni legjobb eredmény

### Férfi
| Versenyszám      | Arany                            | Arany       | Ezüst                              | Ezüst    | Bronz                              | Bronz    |
| ---------------- | -------------------------------- | ----------- | ---------------------------------- | -------- | ---------------------------------- | -------- |
| 50 m             | Marian Woronin · Lengyelország   | 5,65        | Vlagyimir Muravjov · Szovjetunió   | 5,76     | Andrej Sljapnyikov · Szovjetunió   | 5,77     |
| 400 m            | Andreas Knebel · NDK             | 46,52       | Martin Weppler · NSZK              | 46,88    | Stefano Malinverni · Olaszország   | 46,96    |
| 800 m            | Herbert Wursthorn · NSZK         | 1:47,70     | Paróczai András · Magyarország     | 1:47,73  | Antonio Páez · Spanyolország       | 1:48,31  |
| 1500 m           | Thomas Wessinghage · NSZK        | 3:42,64     | Uwe Becker · NSZK                  | 3:43,02  | Mirosław Żerkowski · Lengyelország | 3:44,32  |
| 2820 m           | Alex Gonzalez · Franciaország    | 7:22,71     | Evgeni Ignatov · Bulgária          | N/A      | Valerij Abramov · Szovjetunió      | N/A      |
| 50 m gát         | Arto Bryggare · Finnország       | 6,47        | Javier Moracho · Spanyolország     | 6,48     | Guy Drut · Franciaország           | 6,54     |
| 5000 m gyaloglás | Hartwig Gauder · NDK             | 19:08,59 CR | Maurizio Damilano · Olaszország    | 19:13,90 | Gérard Lelievre · Franciaország    | 19:55,02 |
| Magasugrás       | Roland Dalhäuser · Svájc         | 2,28        | Carlo Thränhardt · NSZK            | 2,25     | Dietmar Mögenburg · NSZK           | 2,25     |
| Rúdugrás         | Thierry Vigneron · Franciaország | 5,70        | Alekszandr Krupszkij · Szovjetunió | 5,65     | Jean-Michel Bellot · Franciaország | 5,65     |
| Távolugrás       | Rolf Bernhard · Svájc            | 8,01        | Antonio Corgos · Spanyolország     | 7,97     | Samil Abbjaszov · Szovjetunió      | 7,95     |
| Hármasugrás      | Samil Abbjaszov · Szovjetunió    | 17,30 CR    | Klaus Kübler · NSZK                | 16,73    | Aston Moore · Nagy-Britannia       | 16,73    |
| Súlylökés        | Reijo Ståhlberg · Finnország     | 19,88       | Luc Viudès · Franciaország         | 19,41    | Zlatan Saračević · Jugoszlávia     | 19,40    |

### Női
| Versenyszám | Arany                                 | Arany    | Ezüst                              | Ezüst   | Bronz                              | Bronz   |
| ----------- | ------------------------------------- | -------- | ---------------------------------- | ------- | ---------------------------------- | ------- |
| 50 m        | Szofka Popova · Bulgária              | 6,17     | Linda Haglund · Svédország         | 6,17    | Marita Koch · NDK                  | 6,19    |
| 400 m       | Jarmila Kratochvílová · Csehszlovákia | 50,07 CR | Natalja Bocsina · Szovjetunió      | 52,32   | Verona Elder · Nagy-Britannia      | 52,37   |
| 800 m       | Hildegard Ullrich · NDK               | 2:00.94  | Szvetla Zlateva · Bulgária         | 2:01.37 | Nikolina Stereva · Bulgária        | 2:02.50 |
| 1500 m      | Agnese Possamai · Olaszország         | 4:07,49  | Valentyina Iljinih · Szovjetunió   | 4:08,17 | Ljubov Szmolka · Szovjetunió       | 4:08,64 |
| 50 m gát    | Zofia Bielczyk · Lengyelország        | 6,74     | Marija Kemencsezsi · Szovjetunió   | 6,80    | Tatyjana Anyiszimova · Szovjetunió | 6,81    |
| Magasugrás  | Sara Simeoni · Olaszország            | 1,97 CR  | Elżbieta Krawczuk · Lengyelország  | 1,94    | Urszula Kielan · Lengyelország     | 1,94    |
| Távolugrás  | Karin Hänel · NSZK                    | 6,77 CR  | Sigrid Heimann · NDK               | 6,66    | Jasmin Fischer · NSZK              | 6,65    |
| Súlylökés   | Ilona Slupianek · NDK                 | 20,77    | Helena Fibingerová · Csehszlovákia | 20,64   | Helma Knorscheidt · NDK            | 20,12   |